# 박선규 (1957년)
박선규(朴善圭, 1957년 2월 9일 ~ )은 대한민국의 정치인이다. 제47~49대 강원도 영월군수이다.

## 학력
- 1963 ~ 1969 영월초등학교 졸업
- 1969 ~ 1972 영월중학교 졸업
- 1973 ~ 1976 영월고등학교 졸업
- 2007 ~ 2009 세경대학교 사회복지과 졸업

## 경력
- 2000.3 ~ 2002.8 : 영월군 주천면장
- 2002.8 ~ 2005.1 : 영월군 산림환경과장
- 2005.2 ~ 2005.6 : 영월군 문화관광과장
- 2005.6 ~ 2006.2 : 영월군 영월읍장
- 2006.7 ~ 2018.7 : 제47~49대 민선 4~6기 강원도 영월군수(3선, 새누리당)
- 2006.7 ~ 2010.6 : 민선4기 전국시장군수구청장협의회 군수대표
- 2010.7 ~ 2010.6 : 강원도시장군수협의회 부회장
- 새누리당 정치인
- 자유한국당 정치인
- 2019.10 ~ 2020.2 : 자유한국당 중앙당 재정위원회 위원
- 미래통합당 정치인
- 국민의힘 정치인{\displaystyle }
- 2021.09 ~ 2021.11 : 국민의힘 홍준표 제20대 대통령 선거 예비후보 jp희망캠프 권역별 선거대책위원회 강원도 선대위원장
- 2021.12 ~ 2022.01: 국민의힘 살리는 선거대책위원회 강원 선거대책위원회 특별위원회 도민통합위원장

## 역대 선거 결과
|  | 50.12% |

|  | 0% |

|  | 66.45% |

|  | 25.13% |